# لونكا كوربولوي
 لونكا كوربولوي هي بلدية تقع في إقليم أرجيش في رومانيا.